# The Rhythm Junks
The Rhythm Junks is een Belgisch band die werd opgericht in 2003. Genres waaronder jazz, pop, rock, funk, soul en blues worden met elkaar gemengd.
The Rhythm Junks traden op onder meer in China, Japan, Duitsland, Nederland, Frankrijk, Polen, Kenia, Italië en het Verenigd Koninkrijk.

## Samenstelling
De samenstelling van de band is in de loop der jaren iets gewijzigd.
- Steven De bruyn – zang, harmonica, slide-gitaar, omnichord
- Jasper Hautekiet – bas, zang, toetsen
- Tony Gyselinck – drum, elektronische percussie

### Voormalig lid
- Marie-Anne Standaert – trompet

## Discografie
- Virus B-23 (2004)
- Pop Off (2007)
- Beaten Borders (2013)
- It takes a while (2016)[4]